# Tercera Federación - Grupo XIV 2024-25
La temporada 2024-25 del Grupo XIV de la Tercera Federación de fútbol comenzó el 8 de septiembre de 2024 y finalizó el 11 de mayo de 2025. Entre el 18 y el 25 de mayo se disputó la promoción de ascenso. Se trata de la cuarta edición tras la restructuración de las categorías no profesionales por parte de la RFEF a causa de la pandemia global causada por el Coronavirus; y es la quinta categoría a nivel nacional.

## Sistema de competición
Participaron dieciocho clubes encuadrados en un único grupo. Se enfrentaron todos contra todos en dos ocasiones -una en campo propio y otra en campo contrario- durante un total de 34 jornadas. El orden de los encuentros se decidió por sorteo antes de empezar la competición. La Federación de Fútbol de Extremadura es la responsable de designar las fechas de los partidos y los árbitros de cada encuentro, reservando al equipo local la potestad de fijar el horario exacto de cada encuentro.
El campeón de la temporada fue el C. D. Extremadura 1924, que también consiguió el ascenso directo a Segunda Federación.
Los clasificados entre el segundo y el quinto lugar disputaron un Play Off territorial en formato de eliminatorias a doble partido ida y vuelta. En caso de empate el vencedor de la eliminatoria fue el equipo mejor clasificado. El equipo vencedor de este Play Off, la A. D. Llerenense, se clasificó a la Promoción de ascenso a Segunda Federación, que  perdió ante el C. D. Lealtad.
C. F. Trujillo, Arroyo C. P. y Olivenza F. C., al ser los tres últimos clasificados, desciendieron directamente a Primera División Extremeña. El C. D. Castuera también descendió por un arrastre provocado por descensos de superior categoría.

## Ascensos y descensos previos al comienzo de la temporada
| Pos. | Ascendidos a 2.ª Federación |
| ---- | --------------------------- |
| 1º   | C. D. Don Benito            |
| 2º   | C. D. Coria                 |

| Pos. | Descendidos de 2.ª Federación |
| ---- | ----------------------------- |
| 14º  | A. D. Llerenense              |
| 16º  | C. D. Badajoz                 |
| 18º  | U. D. Montijo                 |

| Pos.  | Ascendidos de 1.ª División |
| ----- | -------------------------- |
| 1º G3 | C. D. Santa Amalia         |
| 1º G4 | C. D. Extremadura 1924     |
| 1º G2 | E. F. Puebla de la Calzada |

| Pos. | Descendidos a 1.ª División |
| ---- | -------------------------- |
| 15.º | C. D. Don Álvaro           |
| 16.º | R. C. P. Valverdeño        |
| 17.º | C. P. Montehermoso         |
| 18.º | U. D. Fuente de Cantos     |

## Equipos

### Listado de equipos
Los equipos que participaron en la temporada 2024-25 fueron:
| Equipo                     | Ciudad                    | Provincia | Estadio                                |
| -------------------------- | ------------------------- | --------- | -------------------------------------- |
| Arroyo C. P.               | Arroyo de la Luz          | Cáceres   | Municipal de Arroyo de la Luz          |
| Atlético Pueblonuevo       | Pueblonuevo del Guadiana  | Badajoz   | Antonio Amaya                          |
| C. D. Azuaga               | Azuaga                    | Badajoz   | Estadio Municipal de Deportes          |
| C. D. Badajoz              | Badajoz                   | Badajoz   | Nuevo Vivero                           |
| C. D. Calamonte            | Calamonte                 | Badajoz   | Municipal de Calamonte                 |
| C. D. Castuera             | Castuera                  | Badajoz   | Manuel Ruiz                            |
| C. D. Diocesano            | Cáceres                   | Cáceres   | Campos de la Federación                |
| C. D. Extremadura 1924     | Almendralejo              | Badajoz   | Francisco de la Hera                   |
| C. F. Jaraíz               | Jaraíz de la Vera         | Cáceres   | Municipal de Jaraíz de la Vera         |
| Jerez C. F.                | Jerez de los Caballeros   | Badajoz   | Manuel Calzado Galván                  |
| A. D. Llerenense           | Llerena                   | Badajoz   | Fernando Robina                        |
| U. D. Montijo              | Montijo                   | Badajoz   | Emilio Macarro Rodríguez               |
| Moralo C. P.               | Navalmoral de la Mata     | Cáceres   | Municipal de Navalmoral de la Mata     |
| Olivenza F. C.             | Olivenza                  | Badajoz   | Municipal de Olivenza                  |
| E. F. Puebla de la Calzada | Puebla de la Calzada      | Badajoz   | Campo municipal de deportes            |
| C. D. Santa Amalia         | Santa Amalia              | Badajoz   | Municipal de Santa Amalia              |
| C. F. Trujillo             | Trujillo                  | Cáceres   | Municipal de Trujillo                  |
| S. P. Villafranca          | Villafranca de los Barros | Badajoz   | Municipal de Villafranca de los Barros |

| Arroyo At.Pueblonuevo Azuaga Badajoz Calamonte Castuera Diocesano Extremadura 1924 Jaraíz Jerez Llerenense Montijo Moralo Olivenza Puebla Santa Amalia Trujillo Villafranca |

## Clasificación
| Pos. | Equipo                        | Pts. | PJ | G  | E  | P  | GF | GC | Dif. | Ascenso o descenso                                      |
| ---- | ----------------------------- | ---- | -- | -- | -- | -- | -- | -- | ---- | ------------------------------------------------------- |
| 1    | C. D. Extremadura 1924 (A, C) | 75   | 34 | 23 | 6  | 5  | 73 | 22 | +51  | Ascenso directo a Segunda Federación y Copa del Rey     |
| 2    | C. D. Azuaga                  | 71   | 34 | 20 | 11 | 3  | 65 | 28 | +37  | Playoffs de Ascenso a Segunda Federación y Copa del Rey |
| 3    | C. F. Jaraíz                  | 69   | 34 | 21 | 6  | 7  | 65 | 40 | +25  | Playoffs de Ascenso a Segunda Federación                |
| 4    | A. D. Llerenense              | 68   | 34 | 21 | 5  | 8  | 58 | 28 | +30  | Playoffs de Ascenso a Segunda Federación                |
| 5    | C. D. Badajoz                 | 63   | 34 | 17 | 12 | 5  | 54 | 20 | +34  | Playoffs de Ascenso a Segunda Federación                |
| 6    | C. D. Diocesano               | 58   | 34 | 17 | 7  | 10 | 58 | 38 | +20  |                                                         |
| 7    | C. D. Santa Amalia            | 54   | 34 | 16 | 6  | 12 | 31 | 31 | 0    |                                                         |
| 8    | Jerez C. F.                   | 51   | 34 | 14 | 9  | 11 | 50 | 48 | +2   |                                                         |
| 9    | S. P. Villafranca             | 47   | 34 | 14 | 5  | 15 | 55 | 55 | 0    |                                                         |
| 10   | Moralo C. P.                  | 46   | 34 | 13 | 7  | 14 | 52 | 50 | +2   |                                                         |
| 11   | U. D. Montijo                 | 45   | 34 | 11 | 12 | 11 | 35 | 34 | +1   |                                                         |
| 12   | Atlético Pueblonuevo          | 36   | 34 | 9  | 9  | 16 | 42 | 71 | −29  |                                                         |
| 13   | C. D. Calamonte               | 33   | 34 | 8  | 9  | 17 | 36 | 48 | −12  |                                                         |
| 14   | E.F. Puebla de la Calzada     | 32   | 34 | 7  | 11 | 16 | 35 | 56 | −21  |                                                         |
| 15   | C. D. Castuera (D)            | 29   | 34 | 7  | 8  | 19 | 46 | 64 | −18  | Descenso a Primera División Extremeña por arrastre      |
| 16   | C. F. Trujillo (D)            | 28   | 34 | 6  | 10 | 18 | 32 | 63 | −31  | Descenso a Primera División Extremeña                   |
| 17   | Arroyo C. P. (D)              | 22   | 34 | 5  | 7  | 22 | 32 | 70 | −38  | Descenso a Primera División Extremeña                   |
| 18   | Olivenza F. C. (D)            | 17   | 34 | 3  | 8  | 23 | 26 | 79 | −53  | Descenso a Primera División Extremeña                   |

Actualizado a los partidos jugados el 11 de mayo de 2025.
 Fuente: Resultados Fútbol

### Evolución de la clasificación
| Jornada     | 1    | 2    | 3    | 4    | 5    | 6    | 7    | 8    | 9    | 10   | 11   | 12   | 13   | 14   | 15   | 16   | 17   | 18   | 19   | 20   | 21   | 22   | 23   | 24   | 25   | 26   | 27   | 28   | 29   | 30   | 31   | 32   | 33   | 34   |
| Equipo      |      |      |      |      |      |      |      |      |      |      |      |      |      |      |      |      |      |      |      |      |      |      |      |      |      |      |      |      |      |      |      |      |      |      |
| ----------- | ---- | ---- | ---- | ---- | ---- | ---- | ---- | ---- | ---- | ---- | ---- | ---- | ---- | ---- | ---- | ---- | ---- | ---- | ---- | ---- | ---- | ---- | ---- | ---- | ---- | ---- | ---- | ---- | ---- | ---- | ---- | ---- | ---- | ---- |
| CD Badajoz  | 1.º  | 2.º  | 1.º  | 1.º  | 1.º  | 1.º  | 1.º  | 1.º  | 3.º  | 4.º  | 3.º  | 5.º  | 4.º  | 4.º  | 3.º  | 2.º  | 2.º  | 2.º  | 2.º  | 5.º  | 5.º  | 5.º  | 4.º  | 5.º  | 5.º  | 5.º  | 6.º  | 6.º  | 5.º  | 6.º  | 5.º  | 5.º  | 5.°  | 5.°  |
| Diocesano   | 2.º  | 3.º  | 2.º  | 2.º  | 2.º  | 2.º  | 3.º  | 4.º  | 4.º  | 2.º  | 2.º  | 2.º  | 1.º  | 3.º  | 5.º  | 6.º  | 6.º  | 5.º  | 5.º  | 6.º  | 6.º  | 6.º  | 6.º  | 6.º  | 6.º  | 6.º  | 5.º  | 5.º  | 6.º  | 5.º  | 6.º  | 6.º  | 6.°  | 6.°  |
| Villafranca | 3.º  | 1.º  | 4.º  | 6.º  | 7.º  | 7.º  | 8.º  | 12.º | 14.º | 15.º | 13.º | 10.º | 9.º  | 7.º  | 7.º  | 8.º  | 8.º  | 8.º  | 10.º | 9.º  | 7.º  | 9.º  | 10.º | 9.º  | 9.º  | 11.º | 9.º  | 9.º  | 8.º  | 8.º  | 9.º  | 8.º  | 9.º  | 9.º  |
| Extremadura | 4.º  | 5.º  | 3.º  | 5.º  | 6.º  | 3.º  | 2.º  | 5.º  | 6.º  | 5.º  | 4.º  | 3.º  | 5.º  | 5.º  | 4.º  | 5.º  | 5.º  | 4.º  | 4.º  | 3.º  | 2.º  | 1.º  | 1.º  | 1.º  | 1.º  | 1.º  | 1.º  | 1.º  | 1.º  | 1.º  | 1.º  | 1.º  | 1.º  | 1.º  |
| Pueblonuevo | 5.º  | 11.º | 9.º  | 12.º | 15.º | 16.º | 16.º | 16.º | 16.º | 16.º | 16.º | 16.º | 16.º | 16.º | 16.º | 15.º | 16.º | 16.º | 13.º | 13.º | 13.º | 13.º | 14.º | 14.º | 15.º | 13.º | 13.º | 13.º | 13.º | 12.º | 12.º | 12.º | 12.º | 12.º |
| CD Azuaga   | 6.º  | 6.º  | 10.º | 11.º | 11.º | 11.º | 6.º  | 6.º  | 5.º  | 6.º  | 5.º  | 4.º  | 3.º  | 2.º  | 2.º  | 3.º  | 3.º  | 3.º  | 3.º  | 2.º  | 3.º  | 4.º  | 2.º  | 2.º  | 2.º  | 2.º  | 2.º  | 2.º  | 2.º  | 2.º  | 2.º  | 2.º  | 2.º  | 2.º  |
| Llerenense  | 7.º  | 4.º  | 7.º  | 4.º  | 4.º  | 5.º  | 5.º  | 3.º  | 1.º  | 3.º  | 6.º  | 6.º  | 6.º  | 6.º  | 6.º  | 4.º  | 4.º  | 6.º  | 6.º  | 4.º  | 4.º  | 3.º  | 5.º  | 4.º  | 4.º  | 3.º  | 3.º  | 4.º  | 3.º  | 3.º  | 3.º  | 3.º  | 3.º  | 4.º  |
| CF Jaraíz   | 8.º  | 7.º  | 6.º  | 3.º  | 3.º  | 4.º  | 4.º  | 2.º  | 2.º  | 1.º  | 1.º  | 1.º  | 2.º  | 1.º  | 1.º  | 1.º  | 1.º  | 1.º  | 1.º  | 1.º  | 1.º  | 2.º  | 3.º  | 3.º  | 3.º  | 4.º  | 4.º  | 3.º  | 4.º  | 4.º  | 4.º  | 4.º  | 4.º  | 3.º  |
| Arroyo CP   | 9.º  | 8.º  | 5.º  | 7.º  | 9.º  | 9.º  | 12.º | 8.º  | 10.º | 12.º | 12.º | 14.º | 13.º | 15.º | 15.º | 16.º | 14.º | 14.º | 15.º | 14.º | 14.º | 15.º | 15.º | 16.º | 17.º | 17.º | 17.º | 17.º | 17.º | 17.º | 17.º | 17.º | 17.º | 17.º |
| S. Amalia   | 10.º | 9.º  | 13.º | 8.º  | 5.º  | 6.º  | 7.º  | 11.º | 12.º | 13.º | 15.º | 9.º  | 8.º  | 9.º  | 8.º  | 7.º  | 7.º  | 7.º  | 7.º  | 8.º  | 9.º  | 7.º  | 7.º  | 7.º  | 7.º  | 8.º  | 7.º  | 7.º  | 7.º  | 7.º  | 8.º  | 7.º  | 7.º  | 7.º  |
| Moralo CP   | 11.º | 10.º | 8.º  | 9.º  | 13.º | 12.º | 10.º | 13.º | 15.º | 14.º | 14.º | 15.º | 15.º | 12.º | 12.º | 11.º | 10.º | 10.º | 9.º  | 7.º  | 8.º  | 8.º  | 9.º  | 10.º | 11.º | 10.º | 11.º | 11.º | 11.º | 11.º | 11.º | 11.º | 11.º | 10.º |
| Castuera    | 12.º | 16.º | 17.º | 16.º | 10.º | 14.º | 13.º | 15.º | 11.º | 11.º | 9.º  | 11.º | 10.º | 11.º | 11.º | 13.º | 13.º | 13.º | 14.º | 15.º | 16.º | 16.º | 17.º | 17.º | 16.º | 16.º | 15.º | 14.º | 14.º | 14.º | 15.º | 15.º | 15.º | 15.º |
| Calamonte   | 13.º | 13.º | 14.º | 10.º | 8.º  | 8.º  | 11.º | 10.º | 7.º  | 7.º  | 7.º  | 7.º  | 7.º  | 10.º | 9.º  | 9.º  | 12.º | 12.º | 12.º | 12.º | 11.º | 12.º | 12.º | 12.º | 12.º | 12.º | 12.º | 12.º | 12.º | 13.º | 13.º | 13.º | 13.º | 13.º |
| Jerez CF    | 14.º | 12.º | 11.º | 13.º | 12.º | 10.º | 9.º  | 7.º  | 8.º  | 10.º | 8.º  | 8.º  | 11.º | 8.º  | 10.º | 10.º | 9.º  | 9.º  | 8.º  | 10.º | 10.º | 10.º | 8.º  | 8.º  | 8.º  | 7.º  | 8.º  | 8.º  | 9.º  | 9.º  | 7.º  | 9.º  | 8.º  | 8.º  |
| P. Calzada  | 15.º | 14.º | 15.º | 17.º | 16.º | 15.º | 18.º | 18.º | 18.º | 18.º | 18.º | 18.º | 18.º | 18.º | 18.º | 17.º | 17.º | 17.º | 17.º | 17.º | 17.º | 17.º | 16.º | 15.º | 14.º | 15.º | 16.º | 15.º | 15.º | 15.º | 14.º | 14.º | 14.º | 14.º |
| CF Trujillo | 16.º | 17.º | 12.º | 14.º | 14.º | 13.º | 14.º | 9.º  | 12.º | 9.º  | 11.º | 12.º | 14.º | 14.º | 14.º | 14.º | 15.º | 15.º | 16.º | 16.º | 15.º | 14.º | 13.º | 13.º | 13.º | 14.º | 14.º | 16.º | 16.º | 16.º | 16.º | 16.º | 16.º | 16.º |
| UD Montijo  | 17.º | 15.º | 16.º | 15.º | 17.º | 18.º | 15.º | 14.º | 9.º  | 8.º  | 10.º | 12.º | 12.º | 13.º | 13.º | 12.º | 11.º | 11.º | 11.º | 11.º | 12.º | 11.º | 11.º | 11.º | 10.º | 9.º  | 10.º | 10.º | 10.º | 10.º | 10.º | 10.º | 10.º | 11.º |
| Olivenza FC | 18.º | 18.º | 18.º | 18.º | 18.º | 17.º | 17.º | 17.º | 17.º | 17.º | 17.º | 17.º | 17.º | 17.º | 17.º | 18.º | 18.º | 18.º | 18.º | 18.º | 18.º | 18.º | 18.º | 18.º | 18.º | 18.º | 18.º | 18.º | 18.º | 18.º | 18.º | 18.º | 18.º | 18.º |

## Resultados
| Local \ Visitante         | ARR | ATP | AZU | BAD | CAL | CAS | DIO | EXT | JAR | JER | LLE | MON | MOR | OLI | PUE | SAN | TRU | VIL |
| ------------------------- | --- | --- | --- | --- | --- | --- | --- | --- | --- | --- | --- | --- | --- | --- | --- | --- | --- | --- |
| Arroyo C. P.              | —   | 1–2 | 0–2 | 0–2 | 2–2 | 2–2 | 1–2 | 1–4 | 4–3 | 0–1 | 1–5 | 1–2 | 2–3 | 4–2 | 2–0 | 1–0 | 0–2 | 1–4 |
| Atlético Pueblonuevo      | 3–1 | —   | 3–2 | 1–1 | 0–2 | 1–2 | 3–2 | 0–2 | 1–1 | 0–1 | 1–1 | 1–1 | 4–2 | 2–2 | 1–0 | 1–2 | 2–2 | 2–1 |
| C. D. Azuaga              | 3–1 | 7–1 | —   | 0–0 | 2–0 | 2–0 | 0–2 | 0–0 | 2–1 | 4–1 | 1–0 | 1–0 | 1–1 | 2–0 | 3–1 | 2–1 | 3–0 | 1–1 |
| C. D. Badajoz             | 3–0 | 5–0 | 2–1 | —   | 3–0 | 1–0 | 2–2 | 0–0 | 1–2 | 1–1 | 3–0 | 1–1 | 2–0 | 4–0 | 1–1 | 2–0 | 4–0 | 2–1 |
| C. D. Calamonte           | 0–1 | 2–1 | 2–4 | 1–1 | —   | 1–0 | 1–1 | 0–0 | 1–2 | 0–1 | 0–1 | 2–1 | 1–2 | 2–0 | 1–1 | 0–1 | 0–0 | 1–3 |
| C. D. Castuera            | 2–2 | 3–3 | 1–3 | 0–2 | 2–2 | —   | 1–3 | 3–0 | 3–3 | 4–2 | 3–1 | 3–1 | 2–2 | 2–1 | 1–2 | 1–0 | 1–2 | 1–2 |
| C. D. Diocesano           | 0–0 | 6–1 | 0–2 | 0–0 | 3–0 | 1–0 | —   | 0–1 | 1–2 | 4–1 | 0–2 | 2–3 | 1–0 | 3–0 | 2–1 | 2–0 | 2–1 | 0–1 |
| C. D. Extremadura 1924    | 3–0 | 3–1 | 2–2 | 2–1 | 3–1 | 2–0 | 3–1 | —   | 4–0 | 4–0 | 3–0 | 3–0 | 0–1 | 1–2 | 7–0 | 4–0 | 2–0 | 6–3 |
| C. F. Jaraíz              | 1–1 | 2–0 | 2–2 | 1–0 | 2–0 | 2–1 | 3–0 | 1–0 | —   | 2–1 | 2–2 | 1–0 | 6–1 | 2–0 | 2–2 | 0–1 | 2–1 | 4–1 |
| Jerez C. F.               | 3–2 | 3–0 | 0–0 | 3–2 | 3–1 | 3–1 | 0–2 | 0–0 | 2–3 | —   | 2–1 | 0–0 | 3–2 | 2–1 | 1–0 | 0–1 | 4–0 | 0–0 |
| A. D. Llerenense          | 1–0 | 2–1 | 0–0 | 1–0 | 1–0 | 2–2 | 0–1 | 1–2 | 3–0 | 2–0 | —   | 2–0 | 3–1 | 3–0 | 2–1 | 1–2 | 3–0 | 2–1 |
| U. D. Montijo             | 1–0 | 1–1 | 1–2 | 0–0 | 1–3 | 3–0 | 1–1 | 0–1 | 2–1 | 1–1 | 0–2 | —   | 1–0 | 6–0 | 0–0 | 1–0 | 1–1 | 1–0 |
| Moralo C. P.              | 5–0 | 4–0 | 0–0 | 1–1 | 1–2 | 2–1 | 1–2 | 3–0 | 0–3 | 1–1 | 0–0 | 0–1 | —   | 1–0 | 5–2 | 0–1 | 2–1 | 3–1 |
| Olivenza F. C.            | 1–1 | 1–1 | 1–1 | 1–3 | 0–5 | 2–1 | 2–2 | 0–3 | 0–3 | 0–3 | 0–2 | 1–1 | 4–2 | —   | 1–1 | 0–2 | 0–2 | 3–6 |
| E.F. Puebla de la Calzada | 1–0 | 0–1 | 1–1 | 0–1 | 2–2 | 2–0 | 2–1 | 1–1 | 0–1 | 3–3 | 0–3 | 0–0 | 2–3 | 2–0 | —   | 2–2 | 2–0 | 1–4 |
| C. D. Santa Amalia        | 1–0 | 1–0 | 0–2 | 0–0 | 1–0 | 4–1 | 0–3 | 0–1 | 1–0 | 1–0 | 0–1 | 2–0 | 1–1 | 1–0 | 2–0 | —   | 1–1 | 1–1 |
| C. F. Trujillo            | 0–0 | 2–3 | 2–4 | 0–1 | 0–0 | 3–2 | 1–4 | 0–4 | 1–3 | 2–2 | 0–4 | 1–1 | 0–2 | 1–1 | 0–1 | 1–1 | —   | 2–1 |
| S. P. Villafranca         | 4–0 | 3–0 | 1–3 | 0–2 | 2–1 | 0–0 | 2–2 | 0–2 | 1–2 | 3–2 | 1–4 | 0–2 | 1–0 | 2–0 | 2–1 | 2–0 | 3–1 | —   |

## Playoff de ascenso a Segunda Federación
|  | Semifinales                                          | Semifinales                                          | Semifinales                                          | Semifinales                                          | Semifinales                                          |   |     | Final                                                | Final                                                | Final                                                | Final                                                | Final                                                |  |
|  | 18 de mayo de 2025 (ida) 25 de mayo de 2025 (vuelta) | 18 de mayo de 2025 (ida) 25 de mayo de 2025 (vuelta) | 18 de mayo de 2025 (ida) 25 de mayo de 2025 (vuelta) | 18 de mayo de 2025 (ida) 25 de mayo de 2025 (vuelta) | 18 de mayo de 2025 (ida) 25 de mayo de 2025 (vuelta) |   |     | 1 de junio de 2025 (ida) 8 de junio de 2025 (vuelta) | 1 de junio de 2025 (ida) 8 de junio de 2025 (vuelta) | 1 de junio de 2025 (ida) 8 de junio de 2025 (vuelta) | 1 de junio de 2025 (ida) 8 de junio de 2025 (vuelta) | 1 de junio de 2025 (ida) 8 de junio de 2025 (vuelta) |  |
|  |                                                      |                                                      |                                                      |                                                      |                                                      |   |     |                                                      |                                                      |                                                      |                                                      |                                                      |  |
|  |                                                      |                                                      |                                                      |                                                      |                                                      |   |     |                                                      |                                                      |                                                      |                                                      |                                                      |  |
|  | 4.º                                                  | A. D. Llerenense                                     | 2                                                    | 2                                                    | 4                                                    |   |     |                                                      |                                                      |                                                      |                                                      |                                                      |  |
|  | 4.º                                                  | A. D. Llerenense                                     | 2                                                    | 2                                                    | 4                                                    |   |     |                                                      |                                                      |                                                      |                                                      |                                                      |  |
|  | 3.º                                                  | C. F. Jaraíz                                         | 1                                                    | 1                                                    | 2                                                    |   |     |                                                      |                                                      |                                                      |                                                      |                                                      |  |
|  | 3.º                                                  | C. F. Jaraíz                                         | 1                                                    | 1                                                    | 2                                                    |   | 4.º | A. D. Llerenense                                     | 0                                                    | 2                                                    | 2                                                    |                                                      |  |
|  |                                                      |                                                      |                                                      |                                                      |                                                      |   | 4.º | A. D. Llerenense                                     | 0                                                    | 2                                                    | 2                                                    |                                                      |  |
|  |                                                      |                                                      | 5.º                                                  | C. D. Badajoz                                        | 1                                                    | 0 | 1   |                                                      |                                                      |                                                      |                                                      |                                                      |  |
|  | 5.º                                                  | C. D. Badajoz                                        | 5.º                                                  | C. D. Badajoz                                        | 1                                                    | 0 | 1   | 0                                                    | 4                                                    | 4                                                    |                                                      |                                                      |  |
|  | 5.º                                                  | C. D. Badajoz                                        |                                                      |                                                      |                                                      |   |     | 0                                                    | 4                                                    | 4                                                    |                                                      |                                                      |  |
|  | 2.º                                                  | C. D. Azuaga                                         | 0                                                    | 1                                                    | 1                                                    |   |     |                                                      |                                                      |                                                      |                                                      |                                                      |  |
|  | 2.º                                                  | C. D. Azuaga                                         | 0                                                    | 1                                                    | 1                                                    |   |     |                                                      |                                                      |                                                      |                                                      |                                                      |  |
|  |                                                      |                                                      |                                                      |                                                      |                                                      |   |     |                                                      |                                                      |                                                      |                                                      |                                                      |  |

## Clasificado a la Copa del Rey
| Bandera de Extremadura |
| C. D. Extremadura 1924 |
| 1.º Puesto             |
| Bandera de Extremadura |
|                        |
| 2.º Puesto             |

Nota: Hay posibilidad de que el subcampeón se clasifique a la Copa del Rey si no es un equipo filial y acaba entre los siete mejores segundos por puntos.